# التطور السياسي لجورج واشنطن
اشتمل التطور السياسي لجورج واشنطن على تحول شاب من أسرة متوسطة الغنى في مستعمرة فيرجينيا البريطانية مدفوعًا بصورة رئيسية بمصلحته الذاتية إلى أول رئيس للولايات المتحدة الأمريكية والأب المؤسس لبلاده. كان واشنطن يطمح لنيل مكانة ونفوذ كان قد أحيط بهما في شبابه الذي أمضاه رفقة أخيه غير الشقيق لورنس وأسرة فيرفاكس صاحبة النفوذ التي تزوج لورنس إحدى بناتها. بعد عمله كمراقب، وهو منصب حصل عليه برعاية أسرة فيرفاكس، سعى واشنطن إلى الاقتداء بمسيرة أخيه العسكرية من خلال تفويض في ميليشيا فيرجينيا، على الرغم من افتقاره إلى الخبرة العسكرية. ومع رعاية عدد أكبر من الشخصيات صاحبة النفوذ، عُين برتبة رائد في عام 1752. في العالم التالي، عُين موفدًا خاصًا أوكلت له مهمة أن يوصل للفرنسيين طلبًا بإخلاء الأراضي التي كان البريطانيون يطالبون بها. منحه إتمامه لتلك العملية بنجاح أولى بوارد شهرته. رقّي واشنطن في عام 1754 وعين معاون قائد فوج فيرجينيا. وعزز سمعته بنصره العسكري الأول في معركة جومونفيل غلين، التي كانت اشتباكًا أشعل الحرب الفرنسية والهندية. ورقي مجددًا في عام 1755 ومنحت له قيادة الفوج، التي بقي يشغل منصبها حتى استقالته في عام 1758. خلال خدمته العسكرية، أصيب واشنطن بخيبة أمل بالبريطانيين بسبب المعاملة التي لقيها كمواطن من الدرجة الثانية والاستراتيجية الدفاعية التي تبنوها خلال الحرب. لم يحصل واشنطن على أي فرصة إضافية لشرف عسكري وفشل في تحقيق طموحه بتفويض ملكي في الجيش البريطاني.
منح انتخابه لمجلس بورغيسيس عن ولاية فيرجينيا في عام 1758 وزواجه بمارثا داندريدج كوستيس في العام التالي ثروة لواشنطن وعقارات وترقيًا اجتماعيًا إلى الطبقة العليا من مجتمع فيرجينيا. وركز بشكل أكبر على مصالحه التجارية في مزرعة ماونت فيرنون الخاصة به مما ركز على مسيرته السياسية كمواطن، وكان مضاربًا عنيفًا في العقارات. ازدادت خيبة واشنطن بفعل الاعتماد الكولونيالي على بريطانيا العظمى والعوائق التي وضعتها السياسة البريطانية في طريق المصالح التجارية والسلطة المستبدة التي مارسها البريطانيون في الشؤون الكولونيالية. بحلول عام 1769، كان واشنطن يشجب السياسة البريطانية بصفتها تهديدًا للحرية وكان من أوائل الذي تحدثوا عن اللجوء إلى السلاح. وبات منخرطًا بصورة متزايدة بالسياسة وانتُخب كواحد من مفوضي فيرجينيا للمؤتمرين القاريين الأول والثاني. لعب انتخابه لقيادة الجيش القاري في عام 1775 في بداية حرب الاستقلال الأمريكية دورًا في اكتمال تحول واشنطن من شخص لديه نوايا الترقي الذاتي إلى شخص يعطي أولوية لقضية الجمهورية المستقلة. عزز النصر سمعة واشنطن وأكسبه تخليه عن قيادة الجيش في عام 1783 مديحًا واسعًا بصفته لوشيوس كوينكتيوس سنسيناتوس العصر الحديث. بعد الحرب، لعب واشنطن دورًا محوريًا في تأسيس حكومة وطنية قوية وشغل منصب أول رئيس للولايات المتحدة لولايتين.
انهال الثناء على واشنطن بعد وفاته في عام 1799 كوطني لم تكن لديه مطامح شخصية. توصل المؤرخون الحديثون إلى أن طموحه كان القوة الدافعة لمسيرته السياسية وفي كثير من الأحيان وصفوها بأنها رغبة بالشهرة والشرف. وما إن نال واشنطن سمعة حتى أصبح غيورًا عليها بشدة. وغالبًا ما كان يدرس قرارات قبوله للمناصب العامة بحسب تأثيرها على سمعته. وبعد أن رسم صورة متقنة له بصفته وطنيًا نزيهًا، كف عن المطالبة بتعيينات هامة كما كان قد فعل في بداية مسيرته السياسية. وتردد بقبول منصب عام، وعادة ما تذرع بأنه غير كفؤ للمناصب وأصر على أن قبوله بها كان فقط استجابة لتوسلات أصدقائه أو تلبية لنداء وطنه. ينقسم المؤرخون حول دوافع واشنطن الحقيقية، فبعضهم يؤكد أن المنصب العام كان عبئًا تردد بالفعل بتوليه، في حين رأى آخرون أن التردد كان تكتيكًا سياسيًا وظفه لزيادة سلطته ونفوذه.

## واشنطن الشاب

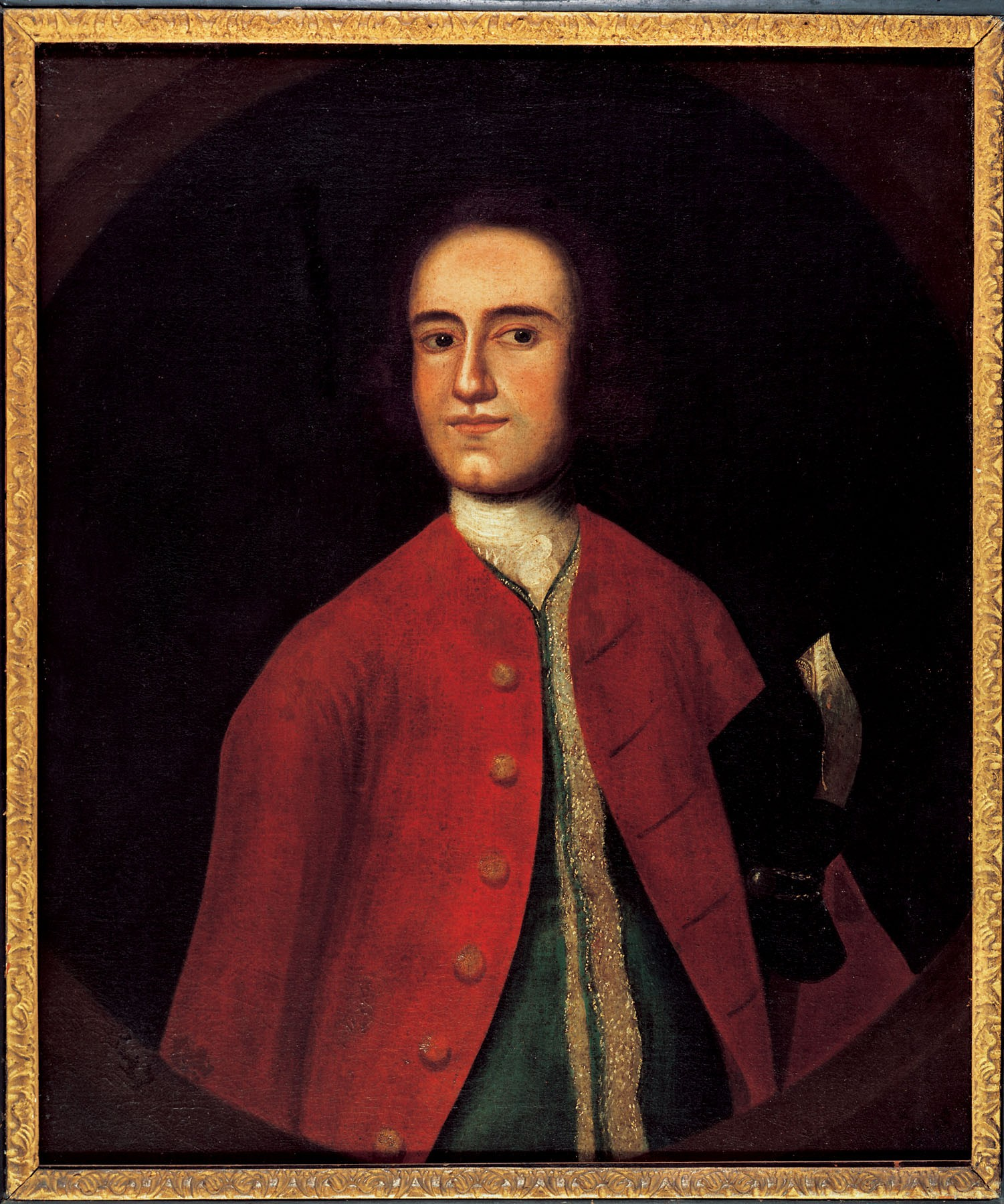
الأخ غير الشقيق الأكبر لواشنطن ومثله الأعلى لورانس

ولد جورج واشنطن في مستعمرة فيرجينيا البريطانية في فبراير من عام 1732 [حسب التقويم القديم 11 فبراير 1731]، وكان الابن الأكبر لأوغوستين وماري بول واشنطن، زوجة أوغوستين الثانية. كان والده مزارعًا متوسط الثراء يعمل في التبغ ومضارب أراض حقق بعض البروز في فيرجينيا الشمالية كموظف محلي. عند ولادته، كان لدى واشنطن 3 أخوة نصف أشقاء، كان أكبرهم لورنس. حين توفي والدهم في عام 1743، ورث جورج مزرعة فيري التي كانت مساحتها تبلغ 260 فدانًا (1.1 كم مربع) وورث لورنس أرض ليتل هنتينغ كريك التي كانت مساحتها 2500 فدانًا (10 كم مربع) في منطقة بوتوماك، التي أعاد تسميتها إلى ماونت فيرنون. كان لورنس موظفًا في الجيش البريطاني قاد القوات الكولونيالية إلى جانب البريطانيين في حرب أذن جينكنز. عند عودته، عين جنرالًا مساعدًا لميليشيا فيرجينيا وتفوق على مسيرة أبيه المدنية بانتخابه لمجلس بورغس في ويليامسبورغ. رسخ لورنس مكانته في أعلى المنازل الاجتماعية في مجتمع فيرجينيا بزواجه آن فيرفاكس، الابنة الأكبر لويليام فيرفاكس الذي كان شخصية بارزة في فيرجينيا تدير ما يزيد عن 7 مليون فدان (24 ألف كم مربع) من الأراضي.
بات لورنس يمثل شخصية الأب والمثل الأعلى لجورج، في حين أن والدة جورج شديدة الانتقاد جعلته متحفظًا وحساسًا حيال النقد، مرسخة لديه حاجة لنيل القبول ستدوم مدى الحياة. زيارات جورج لشقيقه في ماونت فيرنون وأصهرته في مزرعة بيلفوار منحته احتكاكًا بالسلوكيات المهذبة وبذخ مجتمع فيرجينيا الراقي. وما رآه ألهم فيه طموحًا لنيل المكانة والمكان ذاتهما في عالم الأرستقراطية المزارعة صاحبة النفوذ. ومع اقترابه من سن الرشد، تعلم واشنطن تملق الشخصيات التي تكبره سنًا وصاحبة النفوذ التي سيساعده نفوذها في صعود السلم الاجتماعي. أمضى واشنطن عامًا يدرس المراقبة، وبعد اكتسابه خبرة عملية بمرافقته لفريق المراقبة لأسرة فيرفاكس، عين واشنطن الذي كان يبلغ من العمر 17 عامًا مراقبًا لمقاطعة كلبيبر. كانت تلك المهنة بوابة دخول واشنطن إلى السياسة، إذ كانت مهنة تحظى بمكانة مشابهة لمهنة الطبيب أو المحامي أو رجل الدين، وسهلت رعاية أسرة فيرفاكس تعيين واشنطن دون أن يتطلب الأمر منه بأن يؤدي أولًا الفترة المعتادة كمتدرب أو كمندوب. وإضافة إلى تأمينها لدخل لواشنطن، أمنت تلك المهنة فرصة للمضاربة في الأراضي. بحلول شهر مايو من عام 1753، كان قد حصل على قرابة 2500 فدانًا عند حدود فيرجينيا.

## واشنطن الرائد

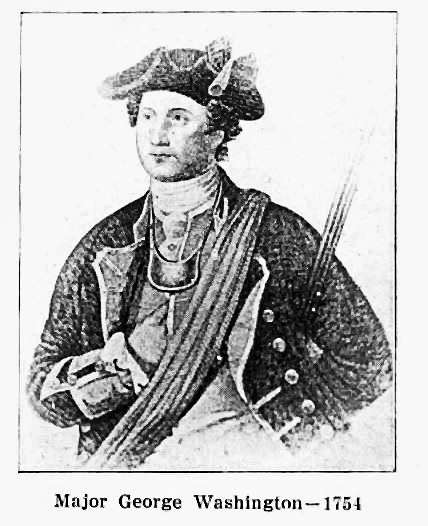
واشنطن عندما كان قائد في ميليشيا فرجينيا

حين كان لورنس يحتضر إثر مرض السل أوائل العام 1752، كانت ميليشيا فيرجينيا مقسمة ضمن 4 مقاطعات عسكرية، كل منها يترأسها مساعد برتبة رائد الكولونيالية. وعلى الرغم من افتقاره إلى الخبرة العسكرية، حاول واشنطن التأثير على الحاكم روبيرت دينويدي بهدف نيل وظيفة رائد مساعد. ومع النفوذ السياسي لرعاته، عين واشنطن في المقاطعة الجنوبية في شهر نوفمبر من عام 1752. ونظرًا إلى عدم رضاه عن منصب بعيد بشدة عن موقع إقامته، نجح في التأثير على المجلس التنفيذي لنقله إلى مقاطعته الأم، نيك الشمالية، مطلع العام 1753.
في السنة نفسها، تطوع واشنطن بتقديم خدماته كموفد خاص، وهو تعيين حصل عليه بدعم من أسرة فيرفاكس. وأوكلت إليه مهمة إيصال طلب للفرنسيين بأن يخلوا أراض في مقاطعة أوهايو كان البريطانيون يطالبون بها. أتم واشنطن مهمته في غضون 77 يومًا، وعاد لا مع رد فرنسي يؤكد حقهم في الأراضي فحسب، بل أيضًا بمعلومات قيمة حول قوتهم. نال واشنطن بعض التقدير حين نُشر تقريره في المستعمرات وفي بريطانيا العظمى.

## واشنطن العقيد
حين تشكل فوج فيرجينيا الذي كان قوامه يبلغ 300 مقاتل في شهر فبراير من عام 1754، حشد واشنطن مجددًا دعم الشخصيات صاحبة النفوذ لضمان الترقي إلى رتبة مقدم ومهنة معاون قائد الفوج. أعلن واشنطن أن دافعه الوحيد هو «حب صادق لبلادي» وأقر أن قيادة القوة بأكملها كانت «مهمة أكبر بكثير من شبابي وقلة خبرتي».

### نيل سمعة
في 2 من شهر أبريل، انطلق واشنطن مع قوة من نصف الفوج باتجاه حديقة فوركس أوف ذا أوهايو. تحدى واشنطن الأوامر للبقاء في حالة دفاعية من خلال نصب كمين لقوة فرنسية يبلغ تعدادها أقل من 50 مقاتلًا في معركة جومونفيل غلين في 28 مايو من عام 1754. كان الاشتباك نصرًا من جانب واحد لواشنطن والشرارة التي أطلقت الحرب الفرنسية والهندية. في غضون أيام، ترقى واشنطن إلى منصب قيادة الفوج برتبة عقيد في أعقاب وفاة قائد الفوج، العقيد جوشوا فراي. في 3 يوليو، أجبر الفرنسيون واشنطن على الاستسلام في معركة فورت نيسيسيتي. كان معسكر واشنطن سيئ التمركز وكانت قواته أقل عددًا حتى بعد وصول تعزيزات باقي فوج فيرجينيا والفرقة المستقلة للكارولينيين الجنوبيين بقيادة الكابتن جيمس ماكي.